# Tihaljina
Tihaljina – wieś w Bośni i Hercegowinie, w Federacji Bośni i Hercegowiny, w kantonie zachodniohercegowińskim, w gminie Grude. W 2013 roku liczyła 1466 mieszkańców, z czego większość stanowili Chorwaci.